# Heath (Cheshire)
Heath – dzielnica miasta Runcorn, w Anglii, w Cheshire, w dystrykcie (unitary authority) Halton. Leży 0,8 km od centrum miasta Runcorn, 18,4 km od miasta Chester i 270,2 km od Londynu. W 2011 miejscowość liczyła 5861 mieszkańców.